# Altay Bayındır
Altay Bayındır (Osmangazi, Turquía, 14 de abril de 1998) es un futbolista turco que juega de portero para el Manchester United F. C. de la Premier League.

## Selección nacional
Tras jugar en la selección de fútbol sub-17 de Turquía, la sub-19, la sub-20 y la sub-21 finalmente hizo su debut con la selección absoluta el 27 de mayo de 2021 en un partido amistoso contra Azerbaiyán que finalizó con un resultado de 2-1 a favor del combinado turco tras el gol de Emin Mahmudov para Azerbaiyán, y de Halil Dervişoğlu y Kaan Ayhan para Turquía.

### Participaciones en Eurocopas
| Copa          | Sede     | Resultado        | Partidos | Goles |
| ------------- | -------- | ---------------- | -------- | ----- |
| Eurocopa 2020 | Europa   | Primera fase     | 0        | 0     |
| Eurocopa 2024 | Alemania | Cuartos de final | 1        | 0     |

## Clubes
| Club                    | País       | Año       | Partidos | Goles |
| ----------------------- | ---------- | --------- | -------- | ----- |
| Ankaragücü              | Turquía    | 2016-2019 | 31       | 0     |
| Fenerbahçe S. K.        | Turquía    | 2019-2023 | 145      | 0     |
| Manchester United F. C. | Inglaterra | 2023-     | 11       | 0     |

## Palmarés

### Títulos nacionales
| Título          | Club                    | País       | Año  |
| --------------- | ----------------------- | ---------- | ---- |
| Copa de Turquía | Fenerbahçe S. K.        | Turquía    | 2023 |
| FA Cup          | Manchester United F. C. | Inglaterra | 2024 |